# Philodendron venustifoliatum
Philodendron venustifoliatum är en kallaväxtart som beskrevs av Eduardo G. Gonçalves och Simon Joseph Mayo. Philodendron venustifoliatum ingår i släktet Philodendron och familjen kallaväxter. Inga underarter finns listade.